# Halophila spinulosa
Halophila spinulosa là một loài thực vật có hoa trong họ Hydrocharitaceae. Loài này được (R.Br.) Asch. mô tả khoa học đầu tiên năm 1875.